# Microcaecilia
Microcaecilia – rodzaj płazów beznogich z rodziny Siphonopidae.

## Rozmieszczenie geograficzne
Rodzaj obejmuje gatunki występujące w północno-zachodniej Kolumbii, Ekwadorze przez południową Wenezuelę do regionu Gujana, także w stanie São Paulo w południowo-wschodniej Brazylii.

## Systematyka
Rodzaj zdefiniował w 1968 roku amerykański herpetolog Edward Harrison Taylor w publikacji własnego autorstwa o tytule Płazy beznogie świata: przegląd taksonomiczny. Gatunkiem typowym jest (oryginalne oznaczenie) M. albiceps.

### Etymologia
- Microcaecilia: gr. μικρος mikros ‘mały’; rodzaj Caecilia Linnaeus, 1758[1].
- Parvicaecilia: łac. parvus ‘mały’; rodzaj Caecilia Linnaeus, 1758[2]. Gatunek typowy (oryginalne oznaczenie): Gymnophis nicefori Barbour, 1925.
- Caecilita: zdrobnienie nazwy rodzaju Caecilia Linnaeus, 1758[3]. Gatunek typowy (oryginalne oznaczenie): Caecilita iwokramae Wake & Donnelly, 2010.

### Podział systematyczny
Do rodzaju należą następujące gatunki:
- Microcaecilia albiceps (Boulenger, 1882)
- Microcaecilia butantan Wilkinson, Antoniazzi & Jared, 2015
- Microcaecilia dermatophaga Wilkinson, Sherratt, Starace & Gower, 2013
- Microcaecilia grandis Wilkinson, Nussbaum & Hoogmoed, 2010
- Microcaecilia iwokramae (Wake & Donnelly, 2010) – takson wyodrębniony ostatnio z Caecilita[5]
- Microcaecilia iyob Wilkinson & Kok, 2010
- Microcaecilia marvaleewakeae Maciel & Hoogmoed, 2013
- Microcaecilia nicefori (Barbour, 1924)
- Microcaecilia pricei (Dunn, 1944)
- Microcaecilia rabei (Roze & Solano, 1963)
- Microcaecilia rochai Maciel & Hoogmoed, 2011
- Microcaecilia savagei Donnelly & Wake, 2013
- Microcaecilia supernumeraria Taylor, 1969
- Microcaecilia taylori Nussbaum & Hoogmoed, 1979
- Microcaecilia trombetas Maciel & Hoogmoed, 2011
- Microcaecilia unicolor (A.M.C. Duméril, 1863)